# Pavonia nepetifolia
Pavonia nepetifolia là một loài thực vật có hoa trong họ Cẩm quỳ. Loài này được (Standl.) Standl. mô tả khoa học đầu tiên năm 1929.